# Haus der Glasindustrie

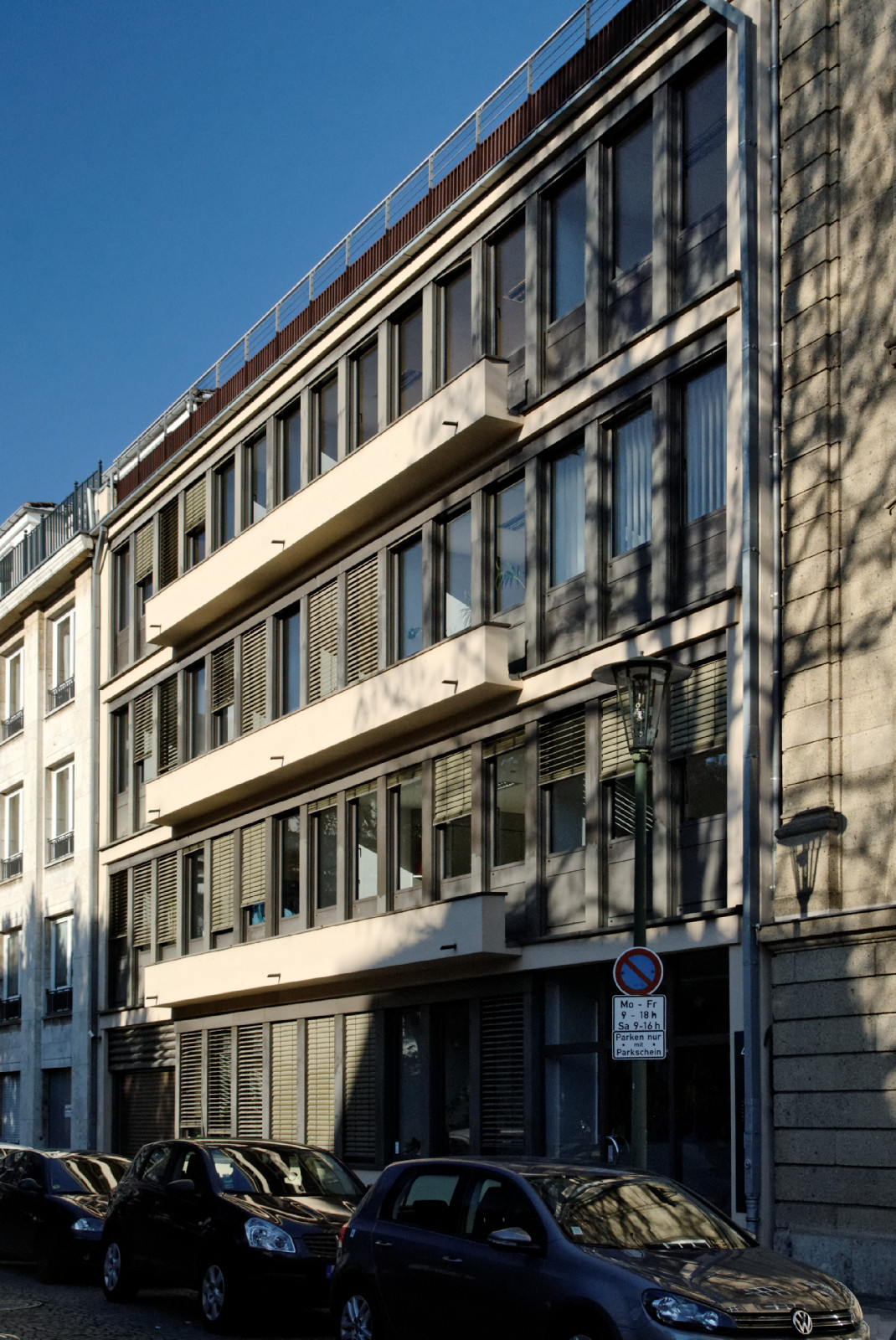
Fassade

Das Haus der Glasindustrie an der Couvenstraße 4 in Düsseldorf-Pempelfort wurde von 1950 bis 1951 nach Plänen von Bernhard Pfau erbaut. Das Gebäude war ein Beispiel dafür, wie Glas als Baumaterial verwendet wurde: „Zur Demonstration der Anwendungsmöglichkeiten von Glas wurde dieses Material in fast allen Baugliedern des Hauses verwandt“. Während die Giebelwände nach außen hin mit Tuffstein verblendet waren, wurden auch die Straßen- und Rückfront des Hauses „in ganzer Breite verglast“. Die Stahlpfosten der raumhohen Verbundfenster dienten auch als tragende Bauglieder der verglasten Fassade. Die Betondecken stützten sich in der Gebäudemitte auf vier Stützenpaare aus Stahl. Das Gebäude war auf einem „zweihüftigen Grundriss mit Mittelflur“ erbaut. Das Treppenhaus und eine Ausstellungshalle befanden sich außerhalb des Gebäudes. Das Haus zählte laut Jürgen Wiener zu den Gebäuden, die „mittlerweile verschwunden oder bis zur Unkenntlichkeit entstellt“ wurden und „1985 noch Aufnahme in den Architekturführer gefunden hätte[n]“.